# The Gray Mask
The Gray Mask è un film muto del 1915 diretto da Frank Hall Crane. La sceneggiatura si basa sull'omonima storia di Charles Wadsworth Camp pubblicata su Collier's National Weekly il 7 agosto 1915.

## Trama
L'ispettore di polizia Jim Garth investiga sull'omicidio del collega Joe Kridel. Quest'ultimo, prima di morire, stava indagando sugli Hennions, una banda di ladri che progettava di rubare la formula di un pericoloso esplosivo per rivenderla a una potenza straniera nemica. Durante le sue indagini, Garth incontra Nora, la donna di Kridel, che ha giurato di vendicare l'uomo amato e che, per scoprire l'assassino, si è introdotta nell'organizzazione criminale. Pur credendo che Nora faccia parte della banda, Garth si innamora di lei. Ma lei lo respinge. Travestito con una maschera grigia simile a quella indossata da uno degli Hennions, Garth si infiltra nell'organizzazione, sventandone i piani e catturando l'assassino di Kridel. Avendo finalmente placata la sua sete di vendetta, una riconoscente Nora può adesso accettare l'amore del poliziotto.

## Produzione
Il film fu prodotto dalla Shubert Film Corporation.

## Distribuzione
Il copyright del film, richiesto dalla World Film Corp., fu registrato il 9 dicembre 1915 con il numero LU7176.
Distribuito dalla World Film, il film uscì nelle sale statunitensi il 13 dicembre 1915. Fonti dell'epoca, riportano in alternativa il titolo The Grey Mask.
Non si conoscono copie ancora esistenti della pellicola che viene considerata presumibilmente perduta.